# 1 Pułk Piechoty Gwardii (Cesarstwo Niemieckie)
1 Pułk Piechoty Gwardii – (niem. 1. Garde-Regiment zu Fuß') – pułk grenadierów Gwardii Cesarstwa Niemieckiego.
Sformowany już w roku 1688 , stacjonował w Poczdamie. Był pułkiem reprezentacyjnym armii Cesarstwa Niemieckiego.

## Schemat organizacyjny
- Korpus Gwardii (Gardekorps) - Berlin
  - 1 Dywizja Gwardii (1. Garde-Division) - Berlin
    - 1 Brygada Piechoty Gwardii (1. Garde-Infanterie-Brigade) - Poczdam
      - 1 pułk piechoty Gwardii (1. Garde-Regiment zu Fuß) - Poczdam

## Bibliografia

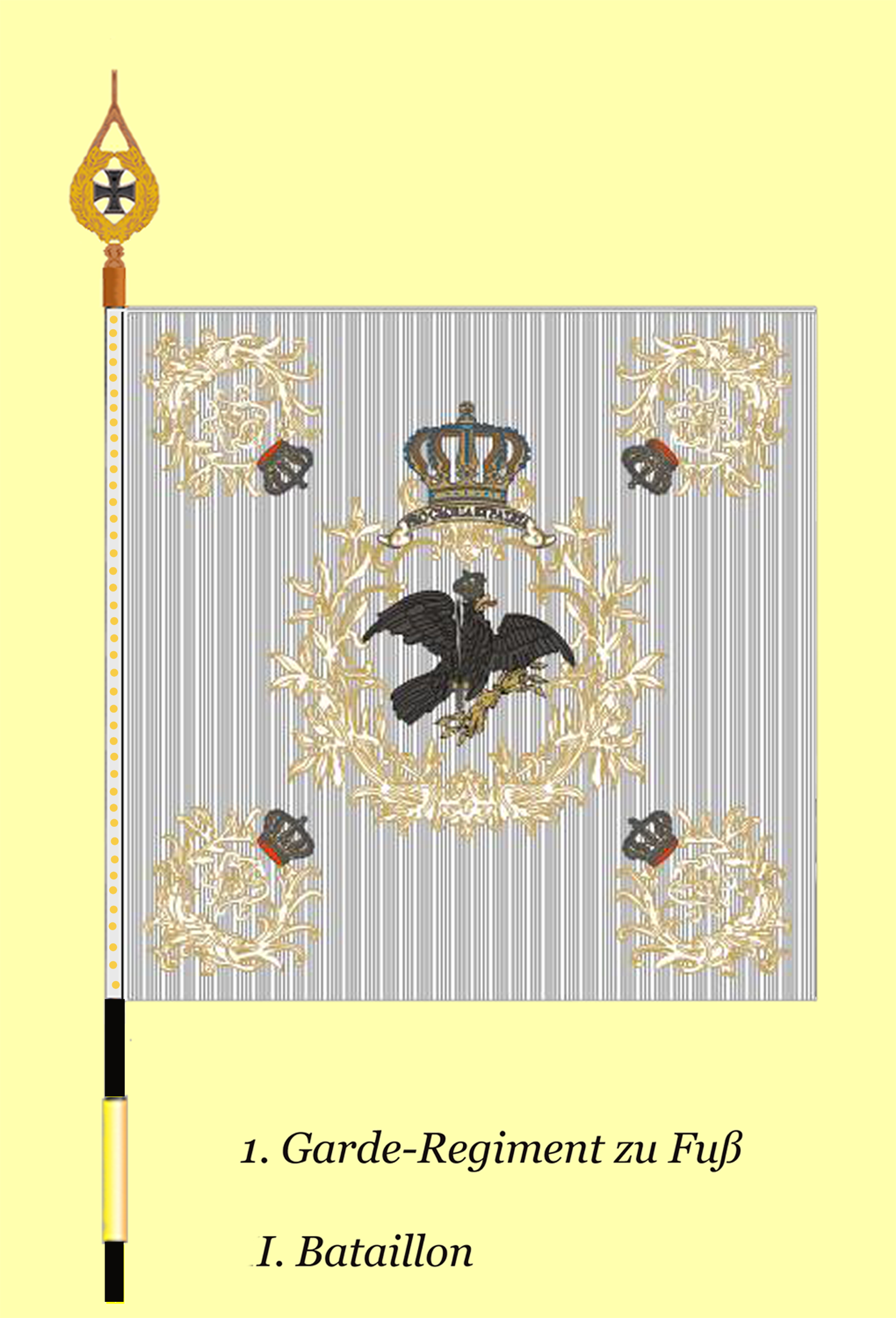
Sztandar 1 batalionu